# جاشوآ لنرد
جاشوآ لئونارد (انگلیسی: Joshua Leonard؛ زادهٔ ۱۷ ژوئن ۱۹۷۵) هنرپیشه اهل ایالات متحده آمریکا است.

## فیلم‌شناسی

### فیلم
- پروژه جادوگر بلر (۱۹۹۹)
- مردان افتخار (۲۰۰۰)
- شیطان وحشی (۲۰۰۲)
- زنده از بغداد (۲۰۰۳)
- سوخته (۲۰۰۳)
- مرگ و زندگی بابی زد (۲۰۰۶)
- تیشه (۲۰۰۶)
- شب پرام (۲۰۰۸)
- در میان کلاغ‌ها (۲۰۱۴)
- اگر بمانم (۲۰۱۴)
- از آن پس (۲۰۱۴)
- ۶ سال (۲۰۱۵)
- دیوانه (۲۰۱۸)

### تلویزیون
- سی‌اس‌آی: میامی (۲۰۰۵)
- استخوان‌ها (۲۰۰۶)
- ذهن‌های مجرم (۲۰۱۱)
- تماس (۲۰۱۲)
- کارآگاه حقیقی (۲۰۱۴)
- متل بیتز (۲۰۱۵)